# Viriville
 Viriville  es una población y comuna francesa, en la región de Ródano-Alpes, departamento de Isère, en el distrito de Grenoble y cantón de Roybon.

## Demografía
| 1107 | 1130 | 1171 | 1167 | 1225 | 1207 |
| Para los censos de 1962 a 1999 la población legal corresponde a la población sin duplicidades (Fuente: INSEE [Consultar]) |      |      |      |      |      |